# Gaetano Salvemini

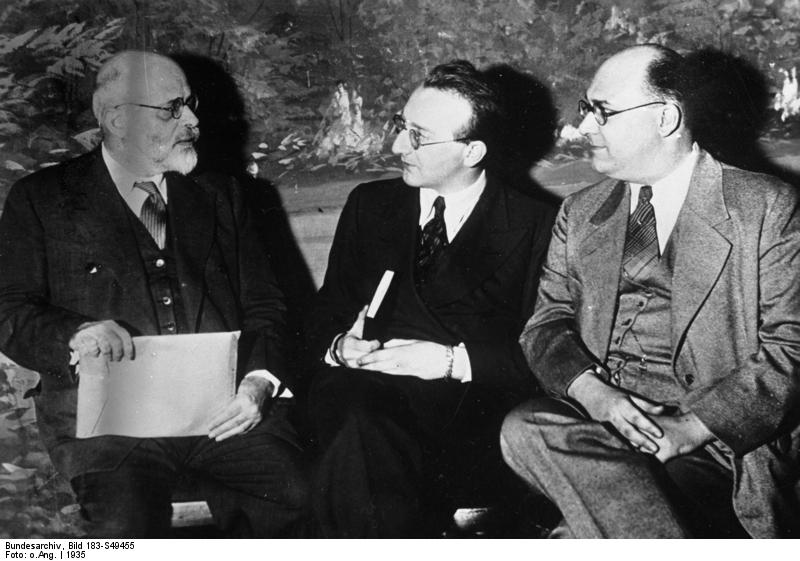
Gaetano Salvemini (rechts) mit Hubertus Prinz zu Löwenstein-Wertheim-Freudenberg (Mitte) und Mario A. Fei (1935)

Gaetano Salvemini (* 8. September 1873 in Molfetta, Provinz Bari; † 6. September 1957 in Sorrent, Kampanien) war ein italienischer Politiker, Historiker, Antifaschist und Publizist.

## Leben und Werk
Nach Abschluss seines Philologie-Studiums in Florenz (1896) widmete sich Salvemini anfangs der Mediävistik, wobei er sich als versierter junger Historiker erwies. 1901 erhielt der 28-jährige Philologe, nach seiner Tätigkeit als Lateinlehrer an einer Mittelschule in Palermo, den Lehrstuhl für Neuere Geschichte in Messina. Bei dem schweren Erdbeben von 1908 verlor er seine Ehefrau, alle fünf Kinder und eine Schwester und setzte danach, als einziger Überlebender der Familie, seine Lehrtätigkeit an den Universitäten von Pisa und Florenz fort.

### Politische Aktivität
Salvemini war Mitglied der sozialistischen Partei (PSI) und Anhänger der Meridionalisti, d. h. der um die Süditalien-Frage bemühten Strömung der Partei. Seit 1897 schrieb er für die Zeitschrift Critica sociale, wo er sich beharrlich für die süditalienischen Belange und das allgemeine Wahlrecht einsetzte. So bestand er auf der Notwendigkeit, eine Allianz zwischen den Arbeitern des Nordens und den Bauern des Südens zu bilden, um die sozialistische Bewegung an meridionalistische Forderungen zu binden. Ferner verlangte er die Abschaffung von Zollgebühren, welche die Industrieunternehmen schützten, und die Förderung bäuerlichen Kleinbesitzes im Zuge der Auflösung von Großgrundbesitz.
In seinem Artikel Il ministro della malavita im Parteiorgan Avanti! griff er am 14. März 1909 den italienischen Ministerpräsidenten Giovanni Giolitti wegen dessen Verwicklung in Korruptionen und die aufkommenden Mafia-Strukturen an. Innerhalb des PSI führte er eine harte Auseinandersetzung mit Filippo Turati, dem Anführer des Mehrheitsflügels, und verließ die Partei 1911, beim Ausbruch des Libyen-Krieges, gegen das Osmanische Reich, gegen den sich der PSI nach Salveminis Auffassung nicht deutlich genug aussprach. Aus demselben Grund gab er zugleich seine Mitarbeit an der Zeitschrift La Voce auf und gründete im Dezember 1911 mit L'Unità eine eigene Zeitschrift, die er als Plattform für eine neue meridionalistische Partei, die Lega democratica, bis 1920 leitete. Mussolini lud ihn 1914 ein, der Sozialistischen Partei wieder beizutreten.

### Erster Weltkrieg
Beim Ausbruch des Ersten Weltkrieges schloss er sich 1914 den Befürwortern einer Teilnahme Italiens an, dem so genannten Interventismo, weil er der Überzeugung war, dass die anachronistischen Kaiserreiche Österreich-Ungarn und Deutschland nur auf diese Weise zu besiegen seien. Im Oktober 1914 lobte er Mussolini, als dieser seine neutralistischen Positionen im Bezug zum Kriege aufgab. Salvemini unterstützte die linke Meinung, dass der Erste Weltkrieg zum Selbstbestimmungsrecht der Völker bringen würde. Seine Meinung war ähnlich zu der des Amerikanischen Präsidenten Woodrow Wilson. Mit dem Eintritt Italiens in den Ersten Weltkrieg meldete er sich freiwillig, wurde aber im Dezember 1915 krankheitsbedingt entlassen.
Gegen Ende des Krieges zeigte er sich jedoch enttäuscht darüber, dass die Rivalitäten zwischen den Staaten letztlich nicht überwunden werden konnten und dass die einzelnen Völker auf die Entscheidungen ihrer Regierungen nicht genug Einfluss ausübten.

### Parlamentsabgeordneter
Als Parlamentsabgeordneter (seit 1919) sprach er sich bei der Machtergreifung der Faschisten 1922 gegen Mussolini und 1924 gegen den Auszug der oppositionellen Abgeordneten aus dem Parlament (im Bündnis der Aventinianer) aus. Genau so wie andere Intellektuelle der Zeit, unterschätzte er wie lange das Faschismus in Italien dauern wurde, da er der Meinung war, dass nach der Ermordung von Matteotti, das Faschismus ein kurzes Leben noch hätte.

### Exil
Im November 1929 gründete er zusammen mit anderen antifaschistischen Exilanten (Emilio Lussu, Alberto Tarchiani, Alberto Cianca u. a.) in Paris die demokratische Widerstandsbewegung Giustizia e Libertà (Gerechtigkeit und Freiheit), die auf Initiative der Gebrüder Rosselli zustande kam. Auch in Italien entstanden, vor allem unter Studenten, Gruppen der Giustizia e Libertà (GL); viele ihrer Anhänger wurden festgenommen und zu langen Haftstrafen verurteilt (z. B. Ernesto Rossi, Ferruccio Parri und Leone Ginzburg). Bei seinem Aufenthalt in England lieferte Salvemini sich eine harte Auseinandersetzung mit George Bernard Shaw, der ein Bewunderer Mussolinis war.

### Harvardprofessor
1934 zog er in die USA, wo er an der Harvard University italienische Geschichte lehrte und die amerikanische Staatsbürgerschaft annahm. Während des Zweiten Weltkriegs hielt er in Amerika, England und Frankreich Vorlesungen und Vorträge zugunsten einer Politik gegen Faschismus, Kommunismus und die italienische Monarchie. 1939 gründete er mit anderen Antifaschisten (Lionello Venturi, Giuseppe Antonio Borgese, Randolfo Pacciardi, Michele Cantarella, Aldo Garosci, Carlo Sforza, Alberto Tarchiani, Max Ascoli u. a.) die Mazzini Society, die sich im Gegensatz zu anderen GL-Gruppierungen gegen die Monarchie und gegen das Abkommen aussprach, das GL-Vertreter in Toulouse mit sozialistischen und kommunistischen Widerstandskämpfern unterzeichnet hatten. In seiner Exilzeit veröffentlichte er einige seiner Bücher über die zeitgenössische Geschichte in englischer Sprache, darunter The Fascist Dictatorship in Italy (1927), Under the Axe of Fascism (1936) und Prelude to World War II (1953).

## Mitgliedschaft und Ehrungen
- 1941: Wahl in die American Academy of Arts and Sciences[7]
- 1955: internationaler Antonio-Feltrinelli-Preis von der Accademia Nazionale dei Lincei und Ehrendoktorwürde der Universität Oxford

## Werke (Auswahl)
- The Fascist Dictatorship in Italy. Holt, New York 1927
- Mussolini diplomate. Grasset, Paris 1932
- Under the Axe of Fascism. Gollancz, London 1936
- La politica estera dell’Italia dal 1871 al 1915. G. Barbera, Florenz 1944
- Prelude to World War II. Gollancz, London 1953
  - Internet Archive: Prelude to World War II. Doubleday, New York 1954
- Scritti sulla questione meridionale: 1896–1955. Einaudi, Turin 1955
- Opere di Gaetano Salvemini. Feltrinelli, Mailand 1978